# Mycobates carli
Mycobates carli är en kvalsterart som först beskrevs av Schweizer 1922.  Mycobates carli ingår i släktet Mycobates och familjen Punctoribatidae. Inga underarter finns listade i Catalogue of Life.